# Simeticonă
Simeticona (cu denumirea comercială Espumisan, printre altele) este un compus chimic care acționează ca antispumant cu acțiune de suprafață (surfactant), fiind utilizat ca medicament în tratamentul simptomatic al tulburărilor gastro-intestinale induse de acumularea excesivă de gaze (meteorismul, flatulența). Calea de administrare disponibilă este cea orală. Din punct de vedere chimic, este un polidimetilsiloxan.